# Wenceslas-Eugène Dick
Pour les articles homonymes, voir Dick.
Wenceslas-Eugène Dick, né le 7 mars 1848 sur l’île d'Orléans et mort le 23 juin 1919  à Sainte-Anne-de-Beaupré, est un écrivain canadien.

## Biographie
Wenceslas-Eugène Dick est diplômé en médecine. Il collabora à plusieurs journaux et revues, dans lesquels il publia des contes, des nouvelles, des poèmes, des chroniques. Il publia aussi quelques romans : L’enfant mystérieux, en 1890 ; Un drame au Labrador, en 1897 ; et Le roi des étudiants en 1903. En 1998, les Éditions de la Huit (Québec) ont fait paraître la première édition de son premier roman, qui avait d’abord paru en feuilleton en 1875 : Une horrible aventure.

## Œuvres
- Une horrible aventure, feuilleton: 1875, roman posthume: 1998
- L’Enfant mystérieux, 1890[3]
- Un drame au Labrador, 1897
- Le Roi des étudiants, 1903
- Les pirates du golfe St-Laurent, 1906
- Légendes et revenants, 1918